# Thibaut ou la Croix perdue
 (signalé en mai 2025).
Si vous disposez d'ouvrages ou d'articles de référence ou si vous connaissez des sites web de qualité traitant du thème abordé ici, merci de compléter l'article en donnant les références utiles à sa vérifiabilité et en les liant à la section « Notes et références ».
- Archive Wikiwix
- Bing
- Cairn
- DuckDuckGo
- E. Universalis
- Gallica
- Google
- G. Books
- G. News
- G. Scholar
- Persée
- Qwant
- (zh) Baidu
- (ru) Yandex
- (wd) trouver des œuvres sur Wikidata

Thibaut ou la Croix perdue  est un roman historique de Juliette Benzoni paru en 2002 chez Plon. Il compose le premier volet de la trilogie Les Chevaliers.

## Histoire
L'histoire se déroule de 1176 à 1197. À travers les aventures vécues par Thibaut de Courtenay, elle relate la guerre entre les États latins d'Orient, fondés après la Première croisade, et Saladin. Des évènements historiques importants, comme la bataille de Hattin, la chute de Jérusalem et la Troisième croisade servent de trame au récit.

## Lieux de l'histoire
Le récit se déroule dans plusieurs villes du Proche-Orient, telles Jérusalem, Damas ou Tyr. D'une manière générale l'histoire a pour cadre les territoires des États latins d'Orient à la fin du XIIe siècle. 